# ...IAM
Pour les articles homonymes, voir I am.
Albums de IAM
Arts martiens
(2013) Rêvolution
(2017)
Singles
1. Si j'avais 20 ans
Sortie : octobre 2013
2. CQFD
Sortie : novembre 2013[3]

...IAM est le septième album studio du groupe de rap français IAM sorti en novembre 2013.

## Historique
Cet album arrive quelques mois seulement après la sortie d'Arts martiens, publié en avril 2013. Le groupe annonce rapidement qu'il pourrait être le dernier d'IAM, en raison de difficultés rencontrées pour trouver un label :

« Notre contrat est cher. Cela fait un moment que les maisons de disques rognent sur la part des artistes ou de leur personnel. On n'est pas dans un régime d'exception par rapport à quelqu'un qui travaille dans la métallurgie. »

— Akhenaton
Il ajoute que sur un album vendu au prix de 10 euros, le groupe ne touche que 60 centimes. De plus, la situation du groupe est délicate car les radios diffusant du rap, comme Skyrock, préfèrent proposer des artistes plus jeunes et adaptés à leurs auditeurs.
La plupart des titres ici présents sont des morceaux non retenus pour Arts martiens. Quelques titres comme Renaissance ont été enregistrés après.
Akhenaton décrit ce nouvel album comme « plus viscéral, plus brut donc plus mordant. L’adjectif le plus adapté pour cet album, c’est “orthodoxe”. Avec tout ce que ça comporte de méticuleux, qui respecte les traditions et qui n’est pas fait pour danser sur les tables ».
Un coffret double-album est également sorti réunissant Arts martiens et ...IAM.

## Singles
Le 1er single est "Si j'avais 20 ans", sorti fin octobre 2013. Akhenaton raconte à propos de cette chanson : « Cette vision-là, on ne peut l’écrire qu’à 40, 45 ans. Si on nous redonnait 20 ans aujourd’hui, on ferait certaines choses différemment mais ce bordel organisé, c’est ce qui a fait IAM. Ce morceau représente l’état d’esprit du groupe. Il n’y a pas de regrets. On est fiers de notre parcours, d’avoir couru à toute allure, d’avoir trébuché, de s’être relevé. Le bilan est présent dans nos discussions et en même temps, on est obnubilé par ce qu’il y a devant nous ».
Le second single est CQFD.
Imhotep explique que, pour cet album, le choix des singles se fait avant tout sur la possibilité du titre à être illustré par un clip.

## Performances commerciales
10 000 exemplaires ont été vendus lors de la première semaine d'exploitation[réf. nécessaire]. L'album entre au Top Albums France à la 10e position et y reste pendant une semaine. Au 5 avril, l'album s'est écoulée à près de 40 000 exemplaires.
Le second single CQFD entre au Top Singles France en novembre 2013 et atteint la en 107e place.

## Liste des titres
Sources : iTunes
| No  | Titre                               | Compositeur(s)                          | Durée |
| --- | ----------------------------------- | --------------------------------------- | ----- |
| 1.  | DJ Daz présente… (featuring DJ Daz) | Faf Larage - DJ Daz - Sébastien Damiani | 1:06  |
| 2.  | Poudre de brique rouge              | Akhenaton - Sébastien Damiani           | 3:47  |
| 3.  | Peines profondes                    | Imhotep                                 | 4:55  |
| 4.  | Ouais c'est ça                      | Akhenaton                               | 3:43  |
| 5.  | Artificielle                        | Imhotep                                 | 4:17  |
| 6.  | C*A*S*H                             | Imhotep                                 | 3:36  |
| 7.  | Mister Gentil et Monsieur Nice      | Faf Larage - Sébastien Damiani          | 3:29  |
| 8.  | CQFD                                | Akhenaton - Sébastien Damiani           | 3:48  |
| 9.  | Si j'avais 20 ans                   | Faf Larage - Sébastien Damiani          | 3:55  |
| 10. | Médailles                           | Akhenaton - Sébastien Damiani           | 3:57  |
| 11. | F**k le refrain                     | Buddah Kriss - Oliver                   | 2:32  |
| 12. | Musik (featuring Saïd)              | Akhenaton                               | 3:41  |
| 13. | Géométrie de l'ennui                | Akhenaton - Sébastien Damiani           | 3:16  |
| 14. | À nos boots                         | Akhenaton                               | 4:05  |
| 15. | Que fait la police                  | Faf Larage - Sébastien Damiani          | 3:50  |
| 16. | Renaissance                         | Faf Larage - Sébastien Damiani          | 3:50  |

## Crédits
IAM
- Akhenaton : auteur-compositeur-interprète[1]
- Shurik'n : auteur-interprète
- DJ Kheops : scratchs, arrangements
- Imhotep : compositeur, arrangements

Autres
- Sébastien Damiani : compositeur, claviers, arrangements
- Faf Larage : compositeur
- Denis Thery : claviers
- Inaya : chants additionnels (Ouais c'est ça)
- Saïd : chœurs (C*A*S*H, Mister Gentil et Monsieur Nice), chant (Musik)
- Frédéric Simbolotti : guitare et guitare basse (C*A*S*H, A Nos Boots)